# 朝天门

遠眺朝天門（20世纪）

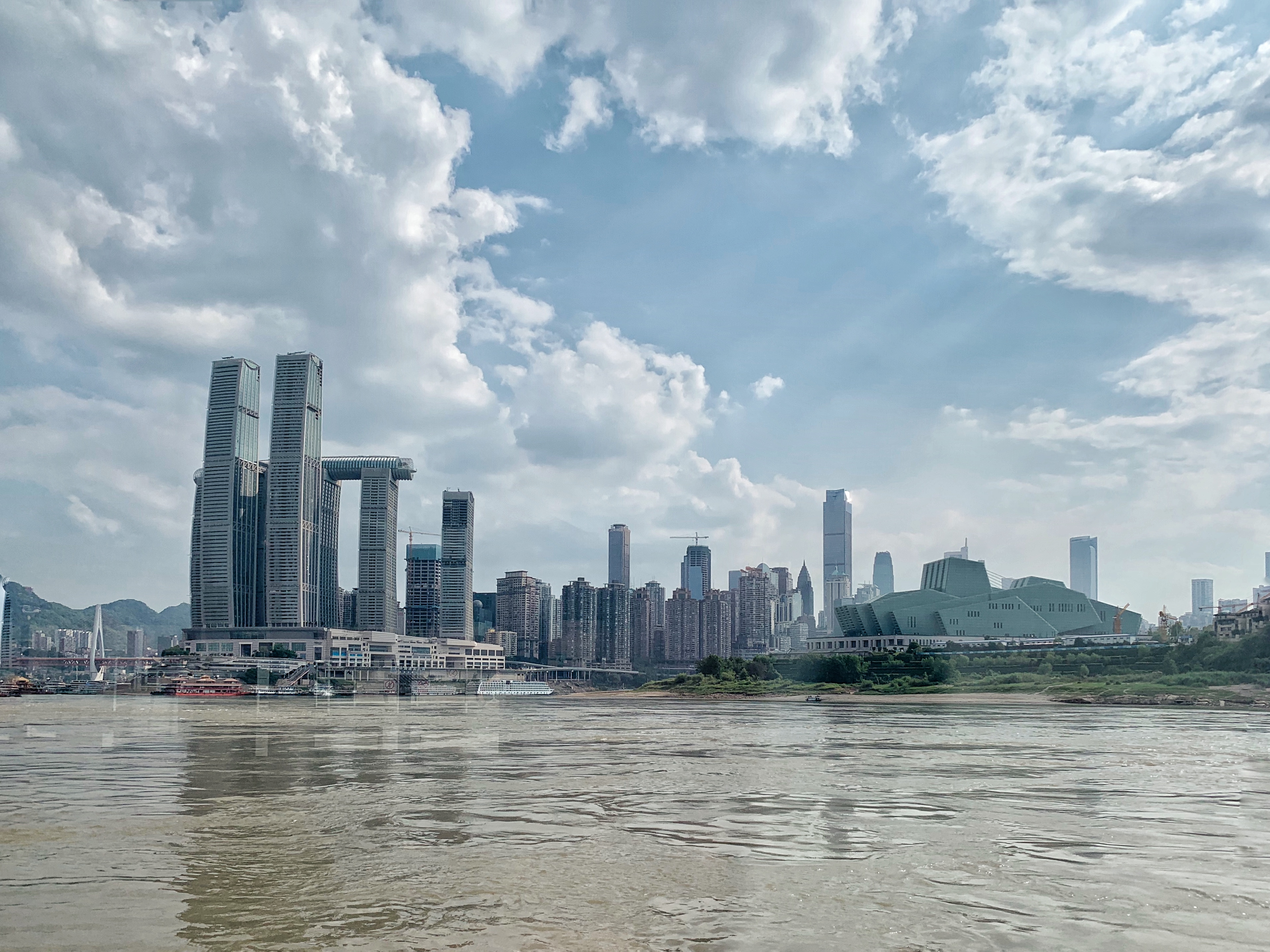
朝天门远眺（2019年9月）

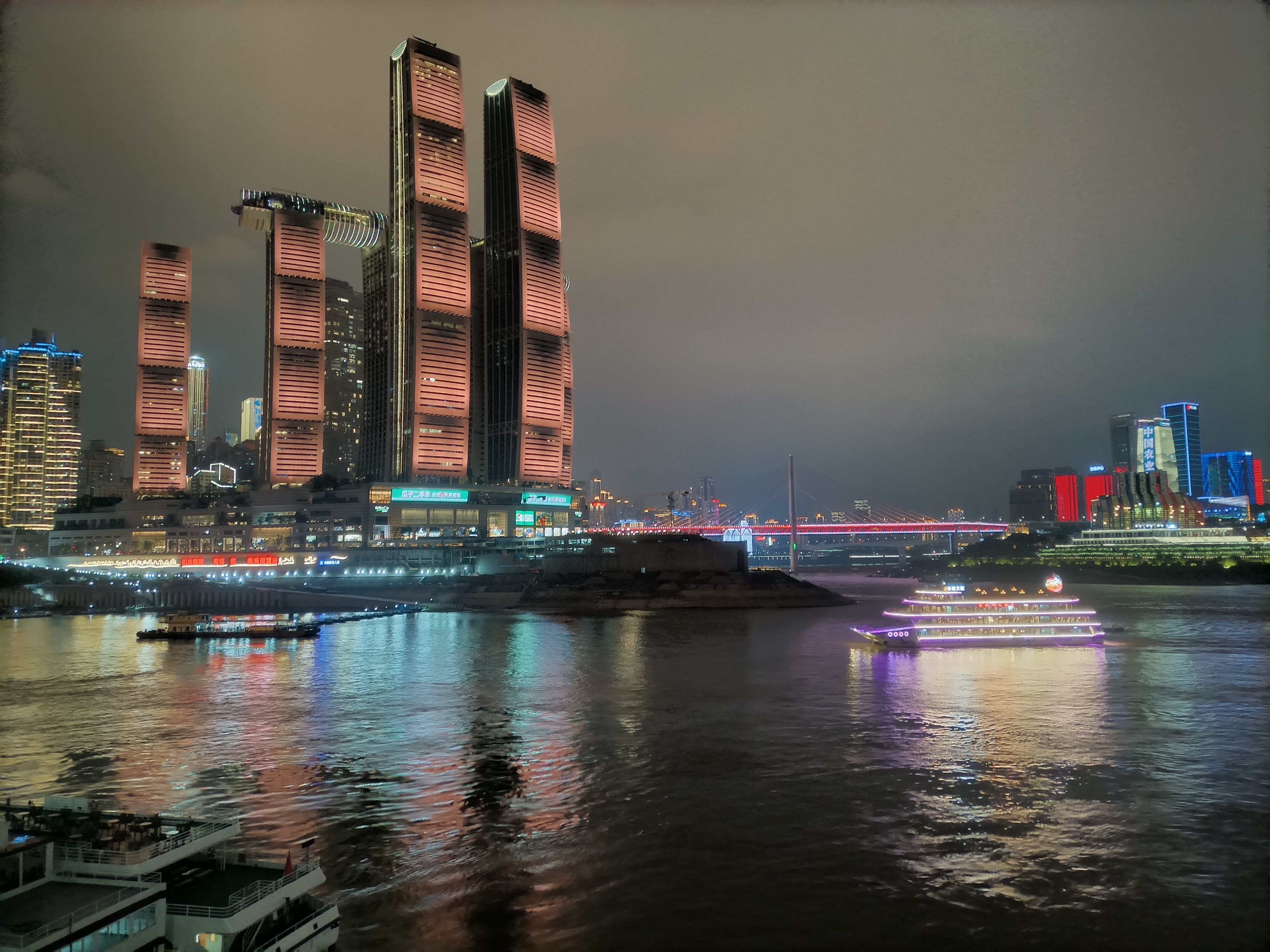
朝天门远眺（2024年5月）

朝天门夜景

朝天门位于重庆渝中区东北端，长江，嘉陵江交汇处，所在地三面环水，地势中高，虽经过改造，但有长而陡峭的石梯连接重庆市区“上半城”和江边码头。

## 历史
明初时在此修建城门，因面朝帝都南京，称“朝天门”。1891年重庆开埠时曾于此设立海关，1927年城门因修建码头而拆除，现仅存城基墙垣。2015年在此处发现宋代及明代城墙，因地处重庆来福士广场项目建设用地，不久即遭破坏。
朝天门现在是重庆重要的客运码头，建有朝天门广场，在广场处可以看见碧绿的嘉陵江水注入褐黄色的长江水，类似泾渭分明。
朝天门码头有开往涪陵－万州－宜昌沿线的客船，水翼艇及旅游船，是三峡游的起点之一。
邓小平在曾此处登船启程前往法国勤工俭学，抗战中川军在此登船前往前线。

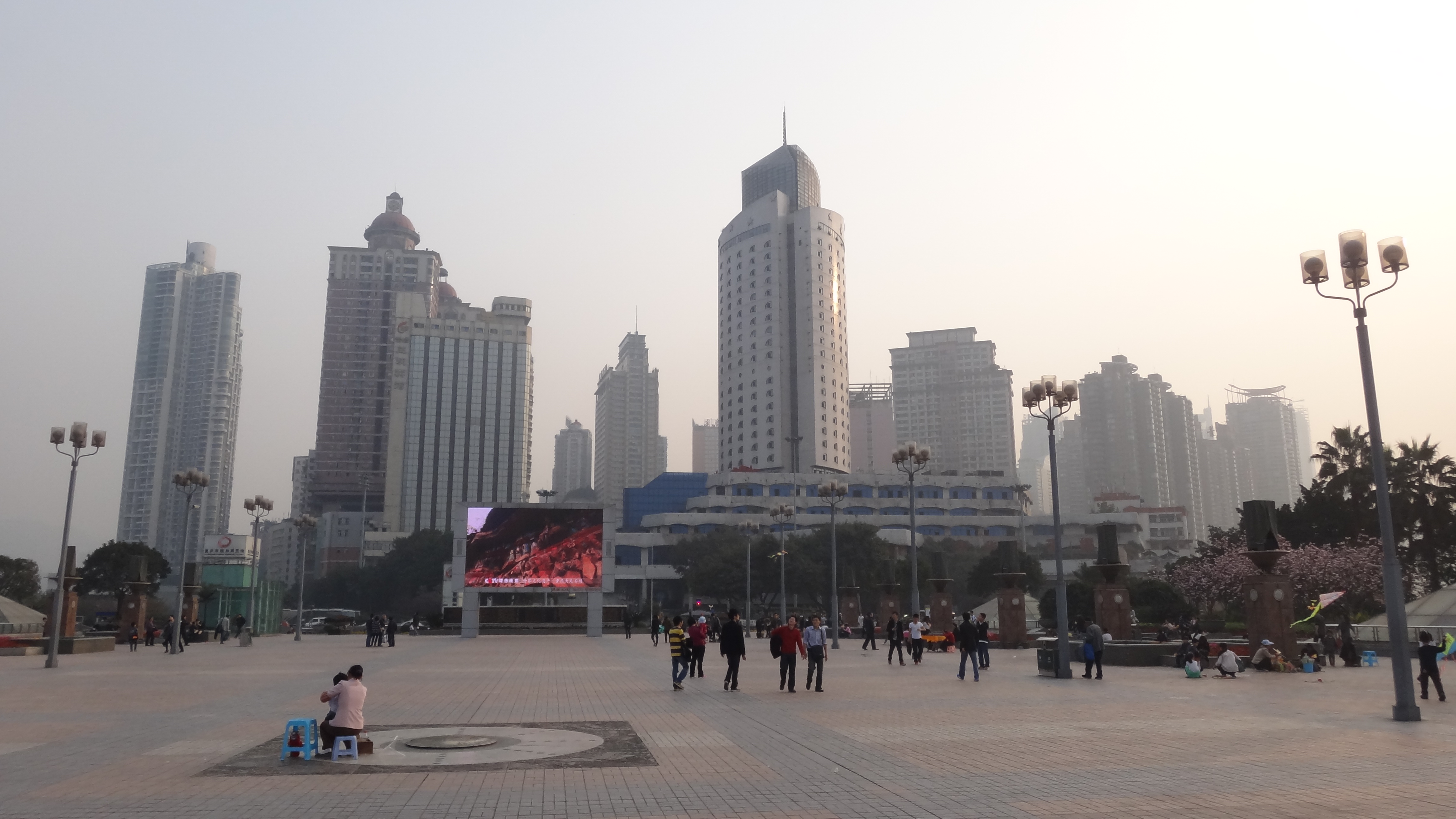
朝天门广场看向拆卸前的重庆港建筑

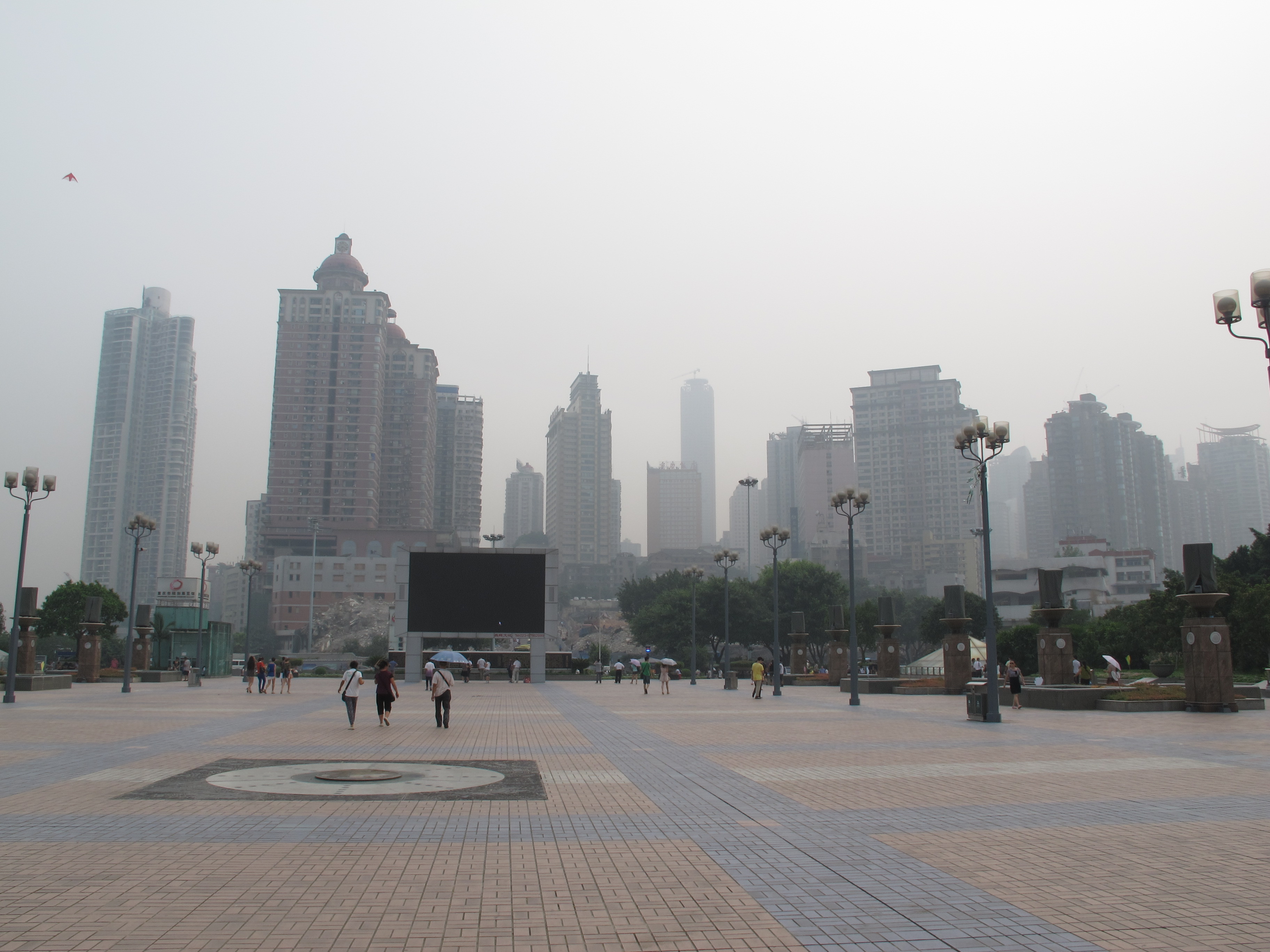
朝天门广场看向拆卸后的重庆港建筑位置

2019年9月6日，位于朝天门的重庆来福士广场建成启用。2020年12月31日，重庆轨道交通1号线朝天门站启用。